# 花とみつばち (郷ひろみの曲)
「花とみつばち」（はなとみつばち）は、1974年3月21日に発売された郷ひろみ8作目のシングル。

## 解説
同年末の『25回NHK紅白歌合戦』の出場曲で、新御三家が初めて揃い踏みとなったため、本作歌唱時には西城秀樹と野口五郎がバックダンサーを務めた。

## 収録曲
全曲　 作詞：岩谷時子／作曲：筒美京平
1. 花とみつばち（3分01秒）
編曲：筒美京平
2. 悲しみをわけて
編曲：高田弘

## カバー
- ドミンゴス - 1998年5月21日発売シングル「星に願いを」のカップリング
- 鈴木蘭々 - （讀賣テレビ『あさパラ!』のテーマ曲）
- 山本リンダ
- 氣志團